# زیرپایه

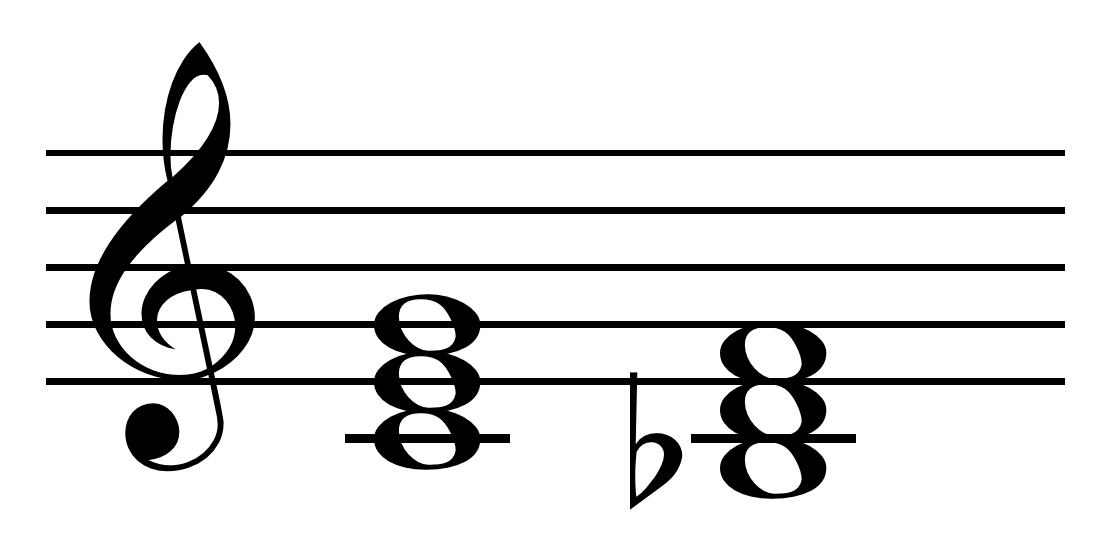
پایه و زیرپایه در گام سی. آکوردهای دو ماژور و سی بمل ماژور.

در تئوری موسیقی، زیرپایه یا زیرتونیک (ترکیبی از «زیر» و واژهٔ فرانسوی tonic) حاصل پایین‌آوردن هفتمین درجه در گام دیاتونیک به اندازهٔ نیم‌پرده است.
زیرپایه، که به نام «نت رهنمون» نیز شناخته می‌شود، درجه هفتم گام است. این نت یک پرده پایین‌تر از تونیک (درجه اول گام) قرار دارد و تمایل قوی به حرکت به سمت تونیک و حل شدن در آن دارد.
زیرپایه یکی از نت‌های مهم در موسیقی است که نقش‌های مختلفی را ایفا می‌کند. این نت می‌تواند تنش، کشش، تنوع و حس فرود را به موسیقی اضافه کند.
در گام کوچک طبیعی مینور، زیرپایه دیاتونیک است و روی درجه هفتم گام قرار می‌گیرد. در گام بزرگ ماژور، زیرپایه وجود ندارد، زیرا درجه هفتم گام در آن یک سپتیم بزرگ بالاتر از تونیک است. استفاده از زیرپایه در موسیقی کلاسیک ماژور نادر است، اما در جاز رایج است.

## نقش زیرپایه در موسیقی
- ایجاد تنش و کشش: زیرپایه به دلیل فاصله یک پرده‌ای و تمایل به حرکت به سمت تونیک، حس تنش و کشش را در موسیقی ایجاد می‌کند.
- ایجاد حس فرود: هنگامی که زیرپایه به سمت تونیک حل می‌شود، حس فرود و آرامش به وجود می‌آید.
- ایجاد تنوع: زیرپایه به عنوان یک نت غیرآکورد، می‌تواند تنوع و رنگ‌آمیزی به موسیقی اضافه کند.

در آکوردها: زیرپایه می‌تواند به عنوان پایه آکورد هفتم (آکورد با فاصله یک پرده و پنجم از تونیک) یا آکورد هفتم کاسته (آکورد با فاصله یک پرده، سوم کوچک و پنجم از تونیک) استفاده شود.
در ملودی: زیرپایه می‌تواند به عنوان نقطه اوج ملودی قبل از فرود به تونیک استفاده شود.
در کادانس: زیرپایه به‌طور معمول در کادانس‌های کامل و ناقص به کار می‌رود.
مثال: در گام دو ماژور، نت سی زیرپایه است. آکورد هفتم سی (C7) و آکورد هفتم کاسته سی (Cm7) دو نمونه از آکوردهایی هستند که از زیرپایه استفاده می‌کنند.